# Забуте (фільм, 2004)
«Забуте» (англ. The Forgotten) — психологічний трилер режисера Джозефа Рубена з Джуліанною Мур у головній ролі. Більшість фільму було знято в Нью-Йорку.

## Сюжет
Теллі Паретта сумує за своїм дев'ятирічним сином Семом, який загинув в авіакатастрофі 14 місяців тому. Постійно живучи минулим, вона віддаляється від свого чоловіка Джима. Потім її психіатр повідомляє їй, що її син є лише плодом її уяви. За словами Джима, у неї був викидень. Намагаючись знайти докази протилежного, вона розуміє, що всі сліди існування її сина зникли. У її альбомі зникли фотографії, у її лікарняній карті зникли записи про народження дитини.
Попри те, що всі навколо стверджують, що вона ніколи не мала сина, Теллі залишається впевнена, що це брехня. Вона прямує додому до Еша Коррелла, загибла дочка якого була на тому ж літаку. Еш — батько-одинак, який самостійно виховував свою дочку. Їхні діти дружили, і тому Теллі знає Еша. На все більший жах, Теллі розуміє, що Еш не пам'ятає її, її сина, і навіть власну дочку Лорен. Але Теллі дізнається, що Еш пішов у запій після загибелі доньки, не пам'ятаючи причину своєї поведінки. Вважаючи Теллі божевільною, Еш дзвонить у поліцію. Тим часом Теллі заходить до кабінету Еша, який раніше був кімнатою Лорен, і починає здирати зі стін шпалери, відкриваючи старий папір із малюнками дочки Еша. Поліція, що з'явилася, веде Теллі. Буквально за хвилину Еш, розглянувши малюнки на шпалерах, все згадує: у його свідомості оживає образ коханої доньки, через яку він почав пити. Еш вибігає надвір і з боєм визволяє Теллі з рук федералів. Потім вони забираються в машину Еша та їдуть. Втікаючи від поліції, вони випадково збивають чоловіка, який потім встає, і як ні в чому не бувало йде без натяку на будь-які каліцтва.
Герої захоплюють одного з агентів АНБ, які стежать за ними, та допитують його. Таким чином батьки дізнаються, що зникнення їхніх дітей є частиною досвіду прибульців. Але перш ніж агент може сказати щось ще, його раптом засмоктує в небо невидима сила. Його останніми словами був шепіт «Вони слухають».
Теллі та Еш прямують до офісу авіакомпанії, якій належав зниклий літак. Але в офісі вони виявляють лише робітницю банку, що описує майно збанкрутілої фірми. Теллі, представившись секретаркою менеджера фірми містера Шініра, дізнається в неї адресу свого «начальника». Прямуючи до його будинку, Теллі згадує, що загадковий доброзичливий чоловік був біля Сема в день відльоту. Еш тим часом виявляє його фотографію у занедбаному будинку Шиніра. Це той чоловік, якого вони збили машиною.
Поліцейський детектив-психолог Енн вистежує героїв фільму, і прибуває до будинку менеджера авіакомпанії. Вона бачить загадкового чоловіка, якого раніше збили машиною, і попереджає, що стрілятиме, якщо він не зупиниться. Бачачи, що чоловік і не думає слухатися, робітниця поліції стріляє в нього, але його рани миттєво гояться, і він іде за ріг з усмішкою на обличчі. Розуміючи, що ситуація набагато серйозніша, ніж вона думала, і що Теллі мала рацію, Енн знаходить її і пропонує свою допомогу, але, як і агент АНБ, раптом зникає в небі.
Повернувшись до квартири Еша, герої фільму виявляють там Шініра. Він дражнить і провокує їх, пояснюючи, що їхні бажання нікому не цікаві, і експеримент буде продовжено за будь-яку ціну. Еш, розуміючи ситуацію і намагаючись врятувати Теллі ціною власного життя, хватає прибульця і викидається разом із ним у вікно, проте його негайно засмоктує у небо. Теллі вибігає на вулицю, але не виявляє слідів падіння Шініра: того, зважаючи на все, взагалі неможливо вбити. Домашній психіатр Теллі намагається переконати її піти у поліцію, але вона змушує його відвезти її до ангара авіалінії. Там Теллі знову зустрічає Шініра, який кличе її за собою. Психіатр розкриває всі карти: він із самого початку знав про експеримент, співчував його учасникам, але не міг переконати Шініра припинити досвід.
Теллі бачить в ангарі Сема, що біжить, і тікає за ним. Але син не реагує на її заклики. Раптом перед нею з'являється прибулець Шінір, і пояснює їй, що саме вона, а не Сем, є піддослідним кроликом. Діти, що зникли, — просто засіб, вони нікого не цікавлять, а справжньою метою експерименту є вивчення зв'язку між батьками та дітьми. Прибульці, не будучи людьми, зуміли виміряти енергію батьківського кохання, але так і не змогли її зрозуміти. Шинір також розповідає, що, оскільки він відповідальний за позитивні результати досвіду (очевидно, негативні результати неприйнятні), вона має забути сина, як і інші батьки «загиблих» дітей. Він також частково розкриває свій справжній образ (що нагадує типового грею). Теллі намагається втекти, але прибулець хапає її за горло. Він силою змушує її згадати вперше, коли вона побачила сина. Теллі бачить над собою ковпаки лікарів, згадує момент народження Сема, і цей спогад негайно стирається.
Жінка лежить на підлозі ангара, але не може згадати свого сина і навіть його ім'я. Але раптово Теллі бачить свою вагітність, все згадує і постає перед прибульцем. Шинір — не людина, і він не врахував того факту, що будь-яка жінка знає і любить свою дитину задовго до її народження. Саме тому всі піддослідні чоловіки першими забули своїх дітей. Еш виявився винятком із правил: батько-одинак замінив дівчинці матір, і його любов до Лорен була настільки сильною, що він згадав свою дочку при першому ж нагадуванні про неї. Теллі вигукує ім'я Сема, і каже, що в ньому було життя. Незважаючи на всі зусилля експериментаторів, вона пам'ятає свого хлопчика. Прибулець просить більше часу для експерименту, проте його «начальство» вважає, що експеримент провалений, і він зникає в небі.
Теллі не знає точно, чи закінчено експеримент. Поспішаючи з'ясувати, вона біжить додому, вигукуючи ім'я сина, але будинок виявляється порожнім. Вирішивши, що Сем, швидше за все, гуляє, вона виходить на дитячий майданчик. Побачивши там живого і неушкодженого Сема, Теллі з плачем обіймає його. Потім вона підходить до Еша, що сидить на гойдалці і стежить за Лорен. Лорен грає із Семом, і нічого не пам'ятає про свою «смерть» в авіакатастрофі. Еш теж не пам'ятає їх із Теллі пригоди, проте усвідомлює, що знає цю жінку, і відчуває до неї щиру симпатію. І Теллі відчуває те саме, добре знаючи, що цей чоловік двічі врятував їй життя. Вони починають розмовляти, уважно стежачи за своїми дітьми. Вони не можуть тепер вчинити інакше.
Існує альтернативне закінчення на DVD. Коли Теллі біжить за Семом в ангарі, вона забігає в репродукцію його спальні, але її шлях заступає невидимий електричний бар'єр. Ззаду підходить прибулець і пояснює, що Сем продовжує жити нормальним життям і не бачить і не чує її. Він починає ставити їй запитання про сина, на які вона не може відповісти, оскільки він забирає її пам'ять. Теллі намагається перетнути бар'єр, але щоразу отримує електричний розряд. Прибулець повідомляє, що вона може припинити ці страждання, добровільно забувши про Сема, інакше бар'єр зрештою уб'є її. Вона продовжує свої спроби і втрачає свідомість. Прокинувшись на підлозі порожнього ангара, вона може згадати ім'я сина. Як і в першій кінцівці, вона згадує вагітність, а потім і все інше. Прибулець розкриває, що досвід закінчено, і лише вона все пам'ятатиме. Як і в першій кінцівці, вона виявляє Сема на дитячому майданчику, але також бачить прибульця, який повертається і йде.

## У ролях
| Актор               | Роль             |
| ------------------- | ---------------- |
| Джуліанн Мур        | Теллі Паретта    |
| Домінік Вест        | Еш Корел         |
| Крістофер Ковалескі | Сем Паретта      |
| Джесіка Хект        | Еліот            |
| Гері Сініз          | доктор Джек Мюнс |
| Елфрі Вудард        | детектив Ен Поуп |
| Ентоні Едвардс      | Джим Паретта     |
| Лайнас Роуч         | «містер Шінір»   |
| Лі Тергесен         | Ал Петаліс       |
| Роберт Віздом       | Карл Дейтон      |
| Тім Канг            | агент Алек Вонґ  |